# Perle (cépage)
Pour les articles homonymes, voir Perle (homonymie).
La perle est un cépage de cuve allemand de raisins blancs.

## Origine et répartition géographique
Le cépage est une obtention de Georg Scheu de l'année 1927 à la station d'Alzey. Hans Breider l'a sélectionné après 1950 dans l'institut Bayerische Landesanstalt für Weinbau und Gartenbau à Veitshöchheim près de Wurtzbourg. L'origine génétique est vérifiée et c'est un croisement des cépages gewurztraminer x müller-thurgau. Le cépage est autorisé dans de nombreux Länder en Allemagne. La superficie plantée est en régression passant de 181 hectares en 1994 à 93 hectares en 2001, et 12 hectares en 2019.
La perle est également autorisée en Grande-Bretagne.

## Caractères ampélographiques
- Extrémité du jeune rameau duveteux blanc, légèrement rougeâtre
- Jeunes feuilles aranéeuses, légèrement cuivré
- Feuilles adultes, 3 à 5 lobes, sinus supérieurs en lyre étroit et moyennement profond, un sinus pétiolaire en U étroit, dents ogivales, moyennes, en deux séries, un limbe glabre.

## Aptitudes culturales
La maturité est de deuxième époque moyenne : 18 - 20  jours après  le chasselas.

## Potentiel technologique
Les grappes sont moyennes et les baies sont de taille moyenne. La grappe est cylindrique, ailée et compacte. La saveur des baies est légèrement musquée. Le cépage est de faible vigueur et fertile. Il est sensible à l'oïdium mais assez resistant à la pourriture grise. Le cépage donne des vins blanc moyennement alcoolique sans arôme particulier. 

## Synonymes
La perle est connue sous les sigles Az 3951, Wü S 3951 et le nom de Perle von Alzey